# Pitho laevigata
Pitho laevigata är en kräftdjursart som först beskrevs av Alphonse Milne-Edwards 1875.  Pitho laevigata ingår i släktet Pitho och familjen Tychidae. Inga underarter finns listade i Catalogue of Life.